# Sanjajo tisti, ki preveč spijo
Sanjajo tisti, ki preveč spijo je znanstvenofantastični roman slovenskega pisatelja, režiserja in scenarista Nejca Gazvode. Prvič je izšel leta 2007 pri Študentski založbi v zbirki Beletrina. Ilustracije so delo Domna Gazvoda in Tanje Semion, spremno besedo pa je napisal Gašper Troha. Osrednja tema zgodbe je skupnost, kjer ni prostora za drugačnost. Roman je alegorija današnje družbene stvarnosti.

## Vsebina
Roman se dogaja v zakotni vasici med slovenskimi gozdovi. Je dokaj neobičajna zgodba o mladih posameznikih z nadnaravnimi sposobnostmi, ki lahko brskajo ljudem po spominu, se naselijo v tuje možgane, berejo misli in celo lebdijo. Zaradi teh svojih sposobnosti so se mladeniči znašli v ustanovi, ki naj bi jih razrešila nadnaravnosti in jih s tem pripravila na vrnitev v normalno življenje, kjer se ne bodo več razlikovali od ostalih. V ustanovi so sami fantje, spremljamo pa zgodbo brezimenskega glavnega junaka, ki ima prav tako kot ostali kar obsežen kriminalni dosje. Ubil je svojega najboljšega prijatelja Antona in le-ta sedaj živi v njegovi glavi. Zaradi svojih sposobnosti branja misli in videnja v prihodnost pa je vedno imel težave, saj ga ravno zaradi tega ljudje dojemajo kot kroničnega lažnivca. Spoznamo tudi druge osebe ustanove in njihove zgodbe: upravnika ustanove Jonatana in njegovega sina Denisa, mladeniče Viktorja, Klipana, Hišnika, Komanča in Poeta. A junaki, ki v ustanovi živijo prisilno, se kmalu odločijo ukrepati in snujejo pobeg. Konec zgodbe je dokaj nenavaden in nepričakovan.

## Zbirka
Roman je izšel v knjižni zbirki Beletrina pri Študentski založbi.

## Ocene in nagrade
Avtor je bil leta 2004 za svojo prvo zbirko kratkih zgodb z naslovom Vevericam nič ne uide nominiran za najboljši literarni prvenec. Zanjo je eno leto kasneje dobil tudi nagrado zlata ptica liberalne akademije in leta 2006 nagrado za najboljšo zbirko kratke proze,  Dnevnikovo fabulo. Leta 2006, ko je izdal roman Camera obscura, je bil tudi nominiran za nagrado kresnik za najboljši roman.

## Izdaje in prevodi
Prva slovenska izdaja knjige iz leta 2007 (COBISS)